# Kostel svaté Anny (Tisá)
Kostel svaté Anny v Tisé je sakrální stavbou stojící ve středu obce přímo u silnice II/528 Libouchec-Petrovice. Jedná se o státem chráněnou kulturní památkou. Přímo kolem kostela vede hlavní přístupová cesta ke hřbitovu vzhůru do Tiských stěn.

## Historie
Kostel byl postaven v roce 1789 v prosté pozdně barokní formě, která byla typická v období josefínských reforem.
Kostel po roce 1945 zchátral, nikdy však nepřestal úplně sloužit svému účelu. Po roce 1989 zde probíhají zajišťovací opravy. Kostel byl zabezpečen mřížemi roku 1992, posléze došlo k opravě střechy, věže, fasády a k vymalování. Vyčištěn a obnoven byl i hřbitov.
Duchovní správci kostela jsou uvedeni na stránce: Římskokatolická farnost Tisá.

## Architektura

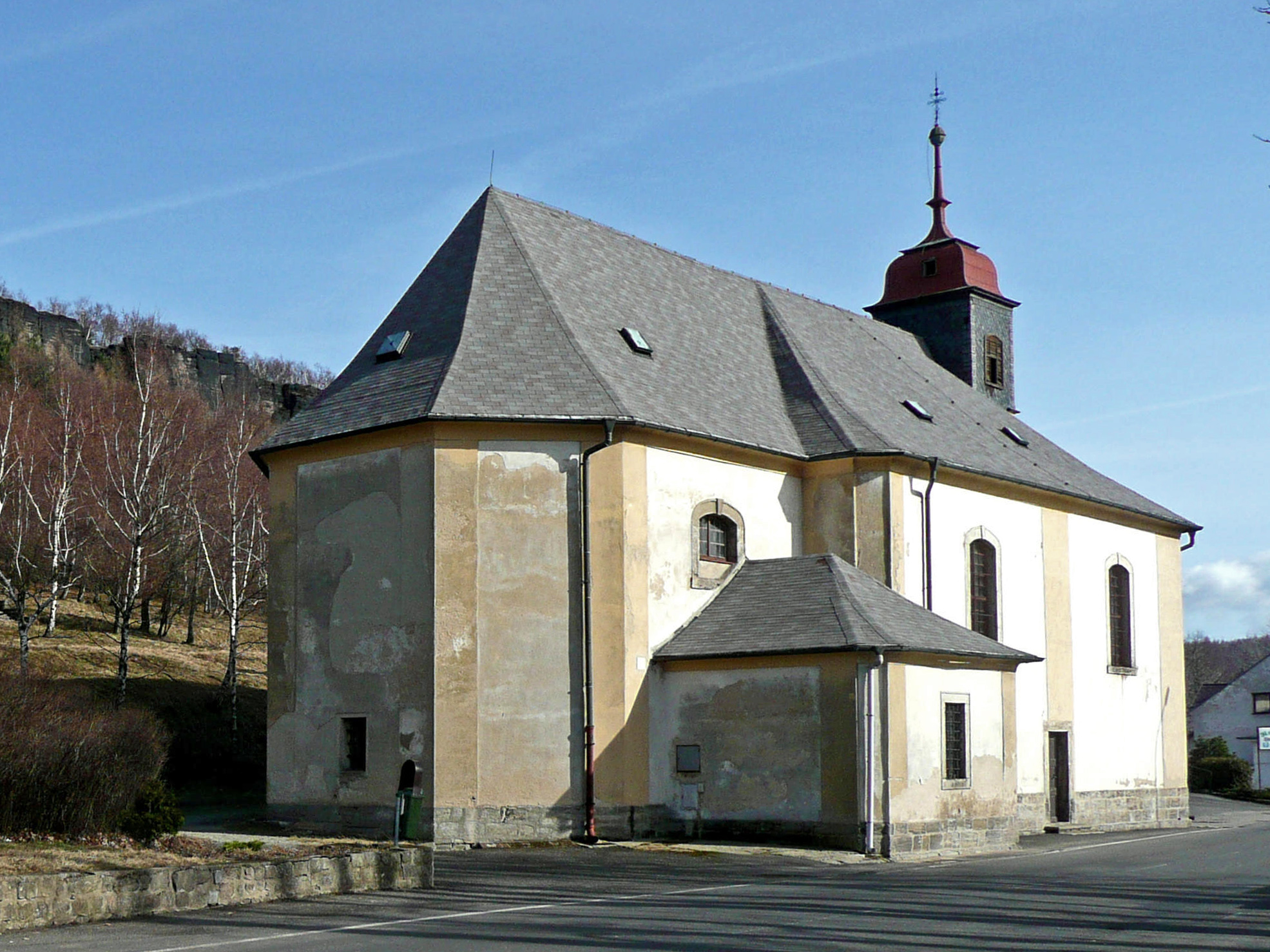
Závěr kostela sv. Anny v Tisé

Kostel je pozdně barokní, neorientový, jednolodní, obdélný s užším trojboce uzavřeným presbytářem s boční sakristií a s dřevěnou předsíní před hlavním průčelím. V hlavním průčelí střední rizalit s lizénami, segmentově zakončeným oknem a čtyřbokou vížkou s bočními trojúhelníkovými křídly. Boční fasády a presbytář jsou hladké, pouze s omítkovými pásy a obdélnými segmentově ukončenými okny. Sakristie má zkosené nároží a obdélná okna. V průčelní východní věži se nacházejí dva litinové zvony z roku 1922, které vyrobily chabařovické ocelárny Arnold-Kress, a malý zvon z roku 1859 od Františka Herolda z Litoměřic.
Presbytář má plochý strop. Kouty lodi jsou při něm zaobleny. Obdélná loď je členěna pilastry s volutami a mušlovým dekorem. Loď je kryta stropem s fabionem a obrazem Krista uzdravujícího ženu. Kruchta má dřevěnou poprsnici na dvou pilířích. Sakristie má plochý strop.

## Vybavení

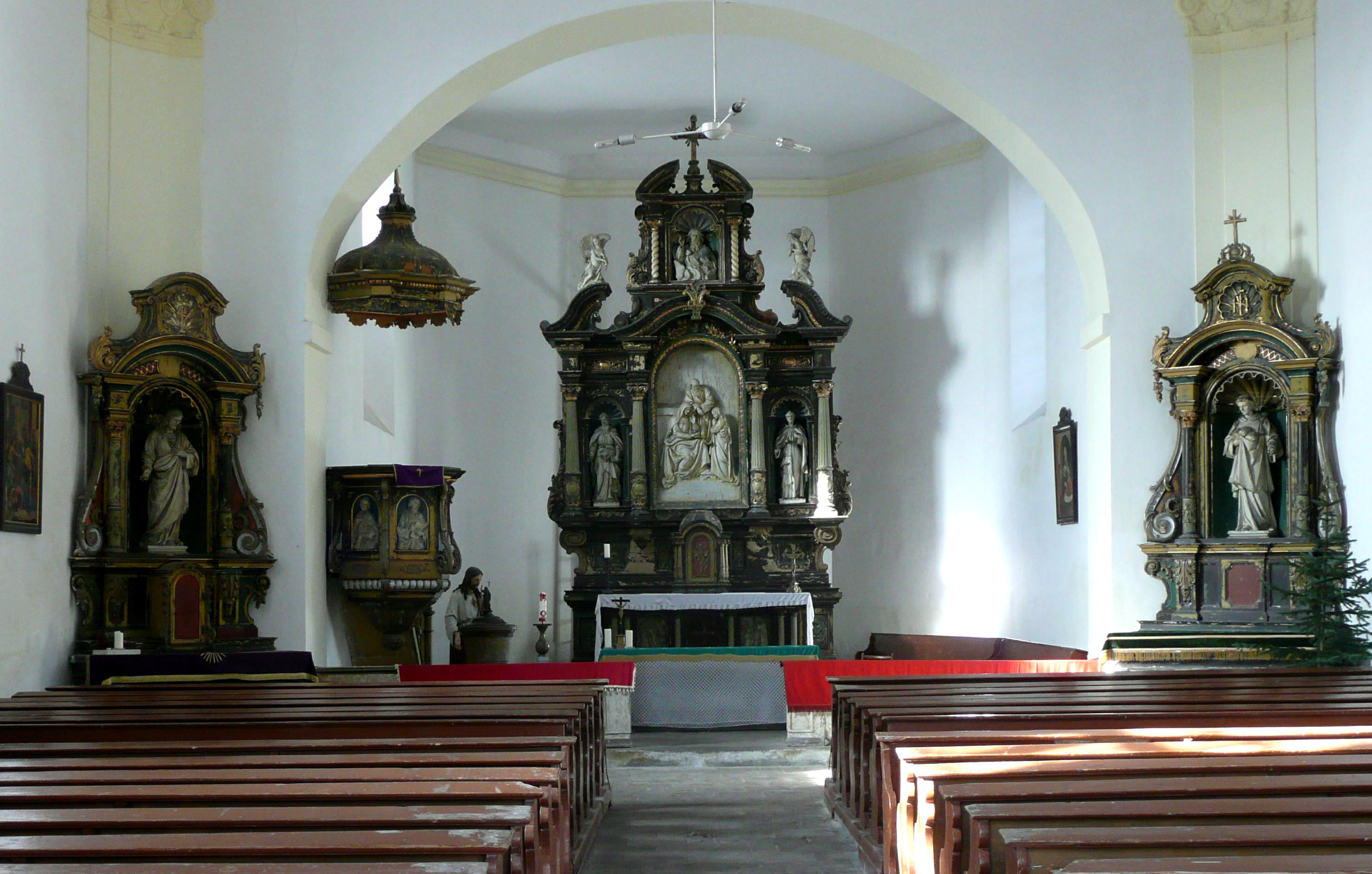
Presbytář kostela v Tisé

Kostel je zařízen různým slohově smíšeným, historizujícím pozdně rokokovým zařízením pocházejícím z 19. století a z roku 1910. Sousoší Ukřižování s barokním krucifixem a sochami Panny Marie, sv. Jana Evangelisty a sv. Máří Magdalény pochází z počátku 19. století. Jsou zde také čtyři barokní sošky evangelistů, které zřejmě zdobily původní kazatelnu.
Varhany byly převezeny z kostela v Rozbělesích. Jedná se o nástroj Heinricha Schiffnera z roku 1888. Varhany v Tisé zůstaly zachovány, ale byly poškozeny. Původní cínové píšťaly prospektu byly zrekvírovány v průběhu I. světové války a nahrazeny zinkovými. K dalšímu poškození došlo na konci 80. let 20. století, když se začal hroutit strop. Píšťaly byly tehdy vyňaty a uskladněny v sakristii. Do varhanního stroje zateklo a napadala suť. V roce 2001 k varhanům přišel student varhanářské školy Ivan Bok, který (za podpory svého bratrance Miloše Boka) provedl první opravy varhan a uvedl je do použitelného stavu. Další rekonstrukce varhan proběhla v roce 2011.

## Okolí kostela
Nad kostelem byl zřízen i obecní hřbitov, ohrazený zdí z místního pískovce.